# Peter Harryson
John Peter Kaj Harryson (i folkbokföringen skrivet Harrysson), född 2 april 1948 i Norrköping, är en svensk skådespelare och programledare.

## Biografi
Harryson är son till skådespelaren John Harryson och Ulla-Britt Dahl, född Fagerberg, (1926–2011). Han började spela teater i de yngre tonåren. När han var sexton år gammal fick han anställning vid Göteborgs stadsteater som scenarbetare. Han kom in på Dramatens elevskola 1967 och efter tre års studier fick han fast anställning på Dramaten. 1974 valde han att lämna nationalscenen och bli frilans. Det blev några år på Folkan där Harryson fick demonstrera sin komiska talang i Kar de Mumma-revyn. Han spelade en av sopåkarna i My Fair Lady på Oscarsteatern 1977 och medverkade i operetten Csardasfurstinnan på samma scen 1981. I början av 80-talet var han anställd vid Uppsala Stadsteater.
Harryson blev välkänd för den stora publiken genom den folkkära TV-serien Hedebyborna 1978–1981, där han spelade mot sin far, John Harryson. Under 1990-talet spelade han den bullrige redaren Pehr Silver i såpan Rederiet, samtidigt som han blev riktigt folkkär genom sin programledarroll i fredagsunderhållningen Så ska det låta. Harryson har vunnit På spåret två gånger, en gång med Carina Lidbom och en gång med Malin Petersson. Han har även blivit tvåa en gång tillsammans med Eva Bysing.
På Stockholms stadsteater gjorde Harryson succé i rollen som herr Padda i barnpjäsen Det susar i säven. Han spelade en av huvudrollerna i musikalen Guys and Dolls på Oscarsteatern 1997 och återvände till sin hemstad Norrköping för rollen som Peachum i Tolvskillingsoperan på Östgötateatern 2002.
Harryson har framträtt som vissångare tillsammans med gitarristen Bengt Magnusson och framfört visor av bland annat Bellman, Evert Taube och Ruben Nilsson.
Som röstskådespelare har han bland annat gjort den svenska rösten för Paddan i Det susar i säven, Shaggy i Media Dubbs versioner av Scooby-Doo, Knotan i SuperTed, Filoktetes i Disneys Herkules, ett flertal roller i de tecknade Asterixfilmerna (oftast som Centurion), Silver Fang samt Skeletor i He-Man and She-Ra: A Christmas Special och som Miles Mayhem i M.A.S.K..
2009 var han med och spelade in ett avsnitt av Grillad, som dock aldrig sändes då producenten, programledaren och flera av de medverkande upplevde programmet som tjatigt och kränkande med många skämt om Harrysons utseende.
2019 medverkade han i TV-serien Bröllop, begravning och dop.
År 1998 blev Harryson utsedd till Filipstads ambassadör.

### Familj
Peter Harryson är sedan 1971 gift med tidigare dansösen Charlotte Kuylenstierna, född 1948. Paret har två barn, däribland sonen Oscar Harryson.

## Filmografi i urval
- 1973 – Bröllopet
- 1981 – Göta kanal eller Vem drog ur proppen?
- 1982 – Gräsänklingar
- 1982 – Jönssonligan & Dynamit-Harry
- 1984 – Vindens krigare (röst)
- 1984 – Jönssonligan får guldfeber
- 1984 – Jokerfejs
- 1985 – MASK (röst)
- 1986 – Dennis (TV-serie) (röst som Farbror Nilsson)
- 1986 – Asterix och britterna (röst som general Motus, Gaulix och Majestix)
- 1986 – Silver Fang (röst)
- 1988 – Enkel resa
- 1989 – Kimagure Orange Road (röst som Ginger och Chefen)
- 1989 – Asterix – bautastenssmällen (röst som general Motus och Crabbofix)
- 1990 – Exit
- 1991 – Ture Sventon och fallet Isabella
- 1993 – Dockpojken
- 1993 – Hugo – djungeldjuret (röst som Konrad Cupmann och orange katt)
- 1995 – Balto (röst som Boris)
- 1997 – Lilla Jönssonligan på styva linan (Tivolidirektören)
- 1997 – Djungeldjuret Hugo – den stora filmhjälten (röst som Konrad Cupmann)
- 1997 – Herkules (röst som Filoktetes)
- 1998 – Djungelboken: Mowglis äventyr (röst som Hathi)
- 1998 – Ett småkryps liv (röst som Loppan)
- 1999 – Örjan, den höjdrädde örnen (röst som Örjan)
- 1999 – Stuart Little (röst som katten Snowbell)
- 2000 – Hundhotellet (röst som Jägaren)
- 2000 – Pelle Svanslös och den stora skattjakten
- 2003 – Stuart Little 2 (röst som katten Snowbell)
- 2006 – Gustaf 2 (röst som katten Prins)
- 2007 – Koffein (Georg, grannen)
- 2021 – Bröllop, begravning och dop – filmen

### TV (urval)
- 1971 – Fixarverkstaden (TV-program)
- 1973 – Kvartetten som sprängdes (TV-serie)
- 1977 – Ärliga blå ögon (TV-serie)
- 1978 – Hedebyborna (TV-serie)
- 1979 – Katitzi (TV-serie)
- 1980 – N.P. Möller, fastighetsskötare (TV-serie)
- 1980 – Hyenan ler faktiskt inte (TV-serie)
- 1981 – Lysistrate (TV-pjäs)
- 1982 – SuperTed (TV-serie)
- 1984 – Hur ska det gå för Pettersson? (TV-teater)
- 1986 – Hassel – Beskyddarna (TV-film)
- 1986 – Bananmannen (röst)
- 1993 – Tomtemaskinen (julkalender i SVT)
- 1994–1997, 2000, 2002 – Rederiet (TV-serie)
- 1995 – Jul i Kapernaum (julkalender i SVT)
- 1997–2005 – Så ska det låta (TV-program)
- 1997 – Pelle Svanslös (julkalender i SVT)
- 1997 – Bananer i pyjamas (berättaren)
- 1999 – Peters pärlor (TV-program)
- 2006 – Stjärnorna på slottet (dokusåpa)
- 2011 – Klockan åtta hos stjärnorna (TV-program)
- 2016 – Finaste familjen (TV-serie)
- 2019–2020 – Bröllop, begravning och dop (TV-serie)

## Teater

### Roller (ej komplett)
| År   | Roll                      | Produktion                                                                                        | Regi                | Teater                 |
| ---- | ------------------------- | ------------------------------------------------------------------------------------------------- | ------------------- | ---------------------- |
| 1970 | Roy, marxist              | Borgaren och Marx Lars Forssell                                                                   | Mimi Pollak         | Dramaten               |
| 1970 | Karlsson                  | Karlsson på taket Astrid Lindgren                                                                 | Mats Ek             | Dramaten               |
| 1971 | Funktionär I              | Modern (Matka) Stanislaw Ignacy Witkiewicz                                                        | Alf Sjöberg         | Dramaten               |
| 1972 | Neuffer                   | Hölderlin Peter Weiss                                                                             | Lars Göran Carlsson | Dramaten               |
| 1972 | Likdrängen                | Mäster Olof August Strindberg                                                                     | Alf Sjöberg         | Dramaten               |
| 1976 | Medverkande               | Strålande tider, revy Kar de Mumma                                                                | Hans Dahlin         | Folkan                 |
| 1976 | Medverkande               | Hem till stan, revy Kar de Mumma                                                                  | Hans Dahlin         | Folkan                 |
| 1977 |                           | My Fair Lady Frederick Loewe och Alan Jay Lerner                                                  | Henny Mürer         | Oscarsteatern          |
| 1980 | Scanarelle                | Don Juan (Dom Juan ou Le Festin de pierre) Molière                                                | Ulf Fredriksson     | Uppsala stadsteater    |
| 1980 |                           | Härberget (На дне, Na dne) Maxim Gorkij                                                           | Christian Tomner    | Uppsala stadsteater    |
| 1980 | Tiger Brown, polismästare | Tolvskillingsoperan (Die Dreigroschenoper) Bertolt Brecht och Kurt Weill                          | Lars Göran Carlson  | Parkteatern            |
| 1980 |                           | Historien om en häst (Холстомер, Cholstomer) Leo Tolstoj                                          | Ulf Fredriksson     | Uppsala stadsteater    |
| 1981 | Erasmus Montanus          | Erasmus Montanus Ludvig Holberg                                                                   | Ulf Fredriksson     | Uppsala stadsteater    |
| 1981 | Eugen von Rohnsdorff      | Csardasfurstinnan (Die Csárdásfürstin) Emmerich Kálmán, Leo Stein och Béla Jenbach                | Ivo Cramér          | Oscarsteatern          |
| 1982 |                           | Jorden runt på 80 dagar (Le Tour du monde en quatre-vingts jours) Bengt Ahlfors efter Jules Verne | John Zacharias      | Parkteatern            |
| 1983 | Karlsson på taket         | Karlsson på taket Astrid Lindgren                                                                 | Kent Malmström      | Riksteatern            |
| 1983 |                           | Godnattstunden Beppe Wogers                                                                       | Hans Klinga         | Folkan                 |
| 1984 | Sam                       | Master Harold (Master Harold...and the Boys ) Athol Fugard                                        | Ulf Fredriksson     | Uppsala Stadsteater    |
| 1985 |                           | Guys and Dolls Frank Loesser, Joe Swerling och Abe Burrows                                        | Lars Göran Carlson  | Parkteatern            |
| 1985 | Herodes                   | Jesus Christ Superstar Andrew Lloyd-Webber och Tim Rice                                           | Julie Arenal        | Göta Lejon             |
| 1986 |                           | Leva loppan (La puce à l'oreille) Georges Feydeau                                                 | Pierre Fränckel     | Vasateatern            |
| 1988 | Nicola/Stormästaren       | Momo Michael Ende                                                                                 | Ulf Fredriksson     | Uppsala Stadsteater    |
| 1988 | Blunt                     | Rövaren eller Karneval i Neapel (The Rover or The Banish'd Cavaliers) Aphra Behn                  | Ulf Fredriksson     | Uppsala Stadsteater    |
| 1990 | Ubbe                      | Kung Ubu (Ubu-roi) Alfred Jarry                                                                   | Ulf Fredriksson     | Uppsala Stadsteater    |
| 1991 | Ellard Simms              | Kom igen, Charlie! (The Foreigner) Larry Shue                                                     | Johan Hult          | Uppsala Stadsteater    |
| 1991 | Agamemnon                 | Sköna Helena (La Belle Hélène) Jacques Offenbach, Henri Meilhac och Ludovic Halévy                | Georg Malvius       | Vasateatern            |
| 1992 | Padda                     | Det susar i säven (The Wind in the Willows) Kenneth Grahame                                       | Allan Svensson      | Stockholms Stadsteater |
| 1994 | Algernon Moncrieff        | Mister Ernest (The Importance of Being Earnest) Oscar Wilde                                       | Tim Luscombe        | Stockholms stadsteater |
| 1994 | Kyrkoherde Heinrich       | Besök av en gammal dam (Der Besuch der alten Dame) Friedrich Dürrenmatt                           | Hilda Hellwig       | Stockholms stadsteater |
| 1995 | Djävulen                  | Merlin, djävulens son (Merlin oder Das wüste Land) Tankred Dorst                                  | Ronny Danielsson    | Stockholms stadsteater |
| 1996 | Theramenes                | Fedra (Phèdre) Jean Racine                                                                        | Hilda Hellwig       | Stockholms stadsteater |
| 1996 | Alfred Doolittle          | Pygmalion George Bernard Shaw                                                                     | Giles Havergal      | Stockholms stadsteater |
| 1998 | Gottigottgott Johnson     | Guys and Dolls Frank Loesser, Joe Swerling och Abe Burrows                                        | Hans Marklund       | Oscarsteatern          |
| 2000 | Sir John Falstaff         | Muntra fruarna i Windsor (The Merry Wives of Windsor) William Shakespeare                         | Ronny Danielsson    | Stockholms stadsteater |
| 2000 | Sir John Falstaff         | Henrik IV (Henry the Fourth) William Shakespeare                                                  | Ronny Danielsson    | Stockholms stadsteater |
| 2001 | Luka                      | På botten (На дне, Na dne) Maxim Gorkij                                                           | Hilda Hellwig       | Stockholms stadsteater |
| 2002 | Mr Peachum                | Tolvskillingsoperan (Die Dreigroschenoper) Bertolt Brecht och Kurt Weill                          | Åsa Melldahl        | Östgötateatern         |
| 2005 | Jack Diamond              | Kiss Me, Kate Cole Porter, Samuel Spewack och Bella Spewack                                       | Staffan Aspegren    | Göteborgsoperan        |
| 2008 |                           | Rysk roulette (Dying for it) Moira Buffini                                                        | Anette Norberg      | Göteborgs stadsteater  |
| 2009 | Bustopher Jones           | Cats Andrew Lloyd-Webber och T.S. Eliot                                                           | Hans Berndtsson     | Cirkus, Stockholm      |
| 2011 | Thénardier                | Les Misérables Claude-Michel Schönberg, Alain Boublil och Herbert Kretzmer                        | Ronny Danielsson    | Malmö Opera            |
| 2013 | Greve Waldemar von Bracke | Charmören från Långedrag (Der wahre Jacob) Franz Arnold och Ernst Bach                            | Anders Aldgård      | Gunnebo slottsteater   |

### Regi
| År   | Produktion                      | Upphovsmän                                                                | Teater                 |
| ---- | ------------------------------- | ------------------------------------------------------------------------- | ---------------------- |
| 1992 | Spånskiva, kabaré               | Ethel Berg, Robert Sjöblom, Peter Harryson, Jan Bandel och Carsten Palmær | Turteatern             |
| 1998 | En kurd i stan                  | Adde Malmberg, Johan Schildt och Robert Sjöblom                           | Uppsala stadsteater    |
| 1999 | Stockholmsblod                  | Olov Svedelid och Kalle Sörnäs                                            | Stockholms stadsteater |
| 2008 | Värdshusvärdinnan La locandiera | Carlo Goldoni                                                             | Gunnebo slottsteater   |